# Morichalito
Morichalito est la capitale de la paroisse civile de Pijiguaos de la municipalité de Cedeño de l'État de Bolívar au Venezuela. Elle accueille un important site d'extraction de bauxite par la société exploitante CVG-Bauxilum et ses campements ouvriers.

## Environnement

### Flore
Entre la mine et le campement de la société CVG-Bauxilum a été décrite l'espèce de plantes Aechmea bauxilumii de la famille des Bromeliaceae dont l'épithète provient du nom de cette société.